# Desastre químico
Un desastre químico es la liberación involuntaria de una o más sustancias peligrosas que podrían dañar la salud humana o el medio ambiente. Los peligros químicos son sistemas donde los accidentes químicos podrían ocurrir bajo ciertas circunstancias. Tales eventos incluyen incendios, explosiones, fugas o liberación de materiales tóxicos o peligrosos que pueden causar enfermedades, lesiones o discapacidades a las personas. 
Si bien los accidentes químicos pueden ocurrir cuando se almacenan, transportan o usan materiales tóxicos, los accidentes más graves son los accidentes industriales, que involucran importantes instalaciones de fabricación y almacenamiento de productos químicos. El accidente químico más importante en la historia registrada fue el desastre de Bhopal en la India en 1984, en el que más de 3,000 personas murieron luego de que se liberara un vapor altamente tóxico (isocianato de metilo) en una fábrica de pesticidas Union Carbide. 
Los esfuerzos para prevenir accidentes varían desde sistemas de seguridad mejorados hasta cambios fundamentales en el uso y fabricación de productos químicos, lo que se conoce como prevención primaria o seguridad inherente. 
En los Estados Unidos, la preocupación por los accidentes con productos químicos luego del desastre de Bhopal condujo a la aprobación de la Ley de planificación de emergencias y derecho a la información de la comunidad de 1986. La EPCRA requiere esfuerzos locales de planificación de emergencias en todo el país, incluidas las notificaciones de emergencia. La ley también exige a las empresas que pongan a disposición del público información sobre su almacenamiento de productos químicos tóxicos.  Sobre la base de dicha información, los ciudadanos pueden identificar las zonas vulnerables en las que las liberaciones tóxicas graves podrían causar daños o la muerte. 
En 1990, el Congreso estableció la Junta de Investigación de Riesgos y Seguridad Química, aunque la CSB no entró en funcionamiento hasta 1998. La misión de la Junta es determinar las causas fundamentales de los accidentes químicos y emitir recomendaciones de seguridad para prevenir futuros indicadores de desempeño de seguridad. También organiza talleres sobre una serie de temas relacionados con la preparación, prevención y respuesta a los accidentes químicos.
En la Unión Europea, incidentes como el desastre de Flixborough y el desastre de Seveso llevaron a legislación como la Directiva Seveso y la planificación de Seveso y proporcionaron informes de seguridad a las autoridades locales. Muchos países tienen organizaciones que pueden ayudar con la evaluación del riesgo de sustancias y la planificación de emergencias que exige una amplia variedad de leyes, como el Centro Nacional de Emergencia de Productos Químicos en el Reino Unido, Brandweerinformatiecentrum voor gevaarlijke stoffen / Centro de información del servicio de bomberos para productos peligrosos en Bélgica. 
En el Reino Unido, el Foro de Riesgos de Reacción Química del Reino Unido publica informes de accidentes en su sitio web. Estos accidentes eran, en ese momento, menores en su naturaleza, pero podrían haberse convertido en accidentes mayores. Se espera que la publicación de estos incidentes impida "Re-inventar la rueda". Para diciembre de 2008, había más de 140 artículos en el sitio web. 
| Nombre                  | Fecha      | País           | Ciudad      | Lugar                   | Químico                             |
| ----------------------- | ---------- | -------------- | ----------- | ----------------------- | ----------------------------------- |
| Explosión de Oppau      | 21/11/1921 | Alemania       | Oppau       | Planta de BASF          | Sulfato de amonio                   |
| Explosión de Oppau      | 21/11/1921 | Alemania       | Oppau       | Planta de BASF          | Nitrato de amonio                   |
| Desastre de Texas       | 16/03/1947 | Estados Unidos | Texas       | Puerto de Texas         | Sulfato de amonio                   |
| Desastre de Texas       | 16/03/1947 | Estados Unidos | Texas       | Puerto de Texas         | Óxido de nitrógeno                  |
| Desastre de Flixborough | 01/06/1974 | Reino Unido    | Flixborough | Planta de Nypro         | Ciclohexano                         |
| Tragedia de Seveso      | 10/07/1976 | Italia         | Seveso      | Planta de ICMESA        | 2,3,7,8-tetraclorodibenzo-p-dioxina |
| Desastre de Bhopal      | 03/12/1984 | India          | Bhopal      | Planta de Union Carbide | Isocianato de metilo                |
| Tragedia de ANAVERSA    | 03/05/1991 | México         | Córdoba     | Planta de ANAVERSA      | Paratión metílico                   |
| Tragedia de ANAVERSA    | 03/05/1991 | México         | Córdoba     | Planta de ANAVERSA      | Paraquat                            |
| Tragedia de ANAVERSA    | 03/05/1991 | México         | Córdoba     | Planta de ANAVERSA      | Pentaclorofenol                     |
| Tragedia de ANAVERSA    | 03/05/1991 | México         | Córdoba     | Planta de ANAVERSA      | Ácido 2,4-diclorofenoxiacético      |